# 松山幾之助
松山 幾之助（まつやま いくのすけ、弘化2年（1845年） - 元治元年7月6日（1864年8月7日））は新選組隊士。

## 生涯
岡山藩家老池田伊賀守家来、松山金平の忰と言われる。文久2年、岡山藩士上坂多仲に召し抱えられ、文久3年6月、大坂の陣屋までお供するが7月に出奔、新選組へ入る 。
元治元年7月6日、松山は、新選組の密偵として西国の動きを探るため、岡山奥市谷に潜入していたが、岡元太郎、小原重哉ら7名の浪士に斬殺され、一本松の御成橋に梟首される。襲撃者のうち岡ら4名は後に自首のうえ赦免された。
この事は新選組隊士の残した資料には残っていない。松崎静馬と同一人物とも。
死亡日付は、異説として、4月6日、7月7日の説がある。